# Vintilă Horia
Vintilă Horia Iucal (Segarcea, Rumanía, 18 de diciembre de 1915 - Collado Villalba, Madrid, España, 4 de abril de 1992) fue un escritor rumano en lenguas rumana, francesa y española. 

## Biografía
Hijo de un ingeniero agrónomo rumano, Horia se graduó en Derecho en la Universidad de Bucarest y realizó estudios de Letras y Filosofía en las universidades de Perugia y Viena. Casó con Olga Theohari, perteneciente a una distinguida familia rumana, con quien fue padre de dos hijas. 
Discípulo del teórico ultraderechista Nichifor Crainic, Horia fue miembro del consejo editorial de su revista, Sfarmă piatră. Escribió artículos en Gândirea y Porunca vremii en que aplaudía el fascismo italiano de Benito Mussolini, para él miracolul fascist ('el milagro fascista'), así como atacaba a prestigiosos literatos de vanguardia como Tudor Arghezi y Eugen Lovinescu, que la ultraderecha rumana consideraba "decadentes". 
Al llegar a ministro de propaganda de la dictadura real de Carol II, Crainic envió a Horia en misión diplomática a la Roma fascista. Según afirmaba él mismo, Horia compartía la oposición del filofascista Crainic a la rama más extremista del fascismo rumano, la Guardia de Hierro. Cuando esta depuso a Carol y tomó el poder en el nuevo Estado Nacional Legionario, Horia fue depuesto y optó por marcharse a Viena. 
Después de que Rumania cambiase de bando, uniéndose a los Aliados en 1944, Horia fue arrestado por los nazis en Viena e internado en los campos de concentración de Krummhübel y de Maria Pfarr. Un año después fue liberado por el ejército británico y se trasladó a Bolonia, junto con su esposa Olga.
Horia decidió no regresar a Rumania, aun antes de que ésta cayera en la órbita de la Unión Soviética. En 1946 fue juzgado en rebeldía por un tribunal rumano, y condenado a cadena perpetua por impulsar la penetración de la ideología fascista en Rumanía y por colaborar con la embajada nazi en dicha propagación. Esta sentencia no se ha rescindido.
Horia vivió en Italia, donde mantuvo amistad con Giovanni Papini. En 1948 se trasladó a la Argentina, en pleno período peronista, y fue profesor en la Universidad de Buenos Aires. Exiliado, en 1953 se estableció definitivamente en la España franquista. Se le otorgó una beca por el Instituto de Cultura Hispánica y luego fue profesor en la Escuela Oficial de Periodismo de Madrid. Allí escribió, primero en español y luego en francés la novela Dios ha nacido en el Exilio. Después, en 1972 fue nombrado profesor de la Facultad de Ciencias de la Información de la Universidad Complutense de Madrid y posteriormente catedrático de la Facultad de Filosofía y Letras de la Universidad de Alcalá de Henares, todo ello en un período en que dichos cargos académicos comportaban necesariamente un compromiso manifiesto con el régimen de Franco. 
Autor de ensayos, poesía y novelas, V. Horia fue también asiduo columnista del diario madrileño El Alcázar, y un portavoz destacado de la ultraderecha española, así como fundador, en 1971, de la revista Futuro Presente y director de la colección Punto Omega, de Ediciones Guadarrama. Creó y dirigió la agencia literaria ACER, donde formó en dicha especialidad a Carmen Balcells. A veces firmaba como Juan Dacio en sus artículos de periódico (el argentino Bahía Blanca, el chileno El Mercurio, el francés Nouvelle Vie, el español El Alcázar…).
En 1960 le fue otorgado el Premio Goncourt, pero las acusaciones de «filofascista» le obligaron a renunciar a ese galardón. En 1981 se le concedió el premio Dante Alighieri, de Florencia.
Aquejado de un tumor cerebral, falleció en 1992 y fue enterrado en el cementerio de la Almudena.

## Pensamiento y características de su obra
La obra de Vintilă Horia acusa la influencia del pensamiento tradicionalista-esotérico de René Guénon. En Introducción a la literatura del siglo XX, Horia estudia la producción literaria de su siglo a la luz de estas ideas: tanto los vanguardistas como lo que él llama el espacio de Viena (Musil, Broch, Kafka, Rilke, Thomas Mann) y los novelistas utópicos o los de la Generación Perdida norteamericana, reflejaron la conciencia de hallarse en un fin de ciclo, siendo la modernidad la fase última y decadente de ese ciclo. Nietzsche y Dostoievski habrían sido los heraldos del fin de la modernidad y los mejores escritores del XX no hicieron sino expresar la angustia inherente a un vacío cultural y existencial cuya inminencia presentían. 
Culturalmente católico (no abandonó su confesión ortodoxa), vio en la España del Siglo de Oro la última oportunidad del hombre cristiano para crear en la tierra una ecumene, un imperio bajo la luz de Cristo y según las ideas de Dante en De Monarchia. En ese sentido, la derrota de la Armada Invencible se convierte en símbolo de un proyecto titánico (quijotesco), que se hunde para no ser recuperado jamás. Es el tema de una de sus últimas novelas, Un sepulcro en el cielo, donde El Greco se erige en cronista de un desastre y El entierro del Conde de Orgaz en la alegoría de "un sueño que se frustra en la tierra para cumplirse en el cielo". Como consecuencia, su obra se tiñe de un fuerte pesimismo antropológico. 
Otro de los temas preferidos por Vintilă Horia es el de la nueva física y sus implicaciones filosóficas e incluso políticas. En las teorías de Planck y Heisenberg, el autor rumano ve un indeterminismo que choca de frente con las bases ideológicas del socialismo. El reto de nuestra época consiste en adecuar la política a la nueva ciencia, salvando un desfase que viene siendo letal para Occidente. Esta perspectiva metapolítica (como él gustaba decir) es la que dio origen a su novela Perseguid a Boecio, donde el tema del intelectual perseguido por el totalitarismo adquiere una nueva dimensión.
La experiencia traumática del exilio aporta el tema fundamental de las novelas de Horia. Estas suelen recrear las vivencias interiores de personajes históricos que sufrieron el destierro, como Platón (La séptima carta), Ovidio (Dios ha nacido en el exilio), el príncipe Radu Negru (El caballero de la resignación) o el propio Greco. Por lo general, el exilio es ocasión de un reencuentro consigo mismo, de un nuevo y definitivo rumbo vital. El monólogo interior del protagonista suele ocupar la mayor parte de la novela, casi siempre en primera persona. Tanto los hechos como los personajes se hallan cargados de simbolismo. Por lo que respecta a los diálogos, es frecuente que tengan un sentido iniciático (otro término muy del gusto del autor), es decir, que resulten decisivos en el itinerario espiritual del héroe, papel este que también desempeña la mujer amada. Es visible en estas características el influjo de Dante, que es tal vez el autor —también exiliado— preferido de Vintilă Horia.

## Obras
- Procesiuni. Ed. Pavel Suru, București, 1936.
- Cetatea cu duhuri. Ed. Pavel Suru, București, 1939.
- Cartea omului singur. Ed. Pavel Suru, București, 1941.
- Poesia româneasca noua: antologie, 1956.
- Presencia del mito, 1957
- Poesía italiana contemporánea, 1959
- Poesía y libertad, 1959.
- La rebeldía de los escritores soviéticos, 1960.
- Dieu est né en exil, 1960 (premio Goncourt).
- Le Chevalier de la résignation, 1961.
- Giovanni Papini, 1963.
- Journal d'un paysan du Danube, 1966.
- La septième lettre, 1964.
- El despertar de la sombra, 1967
- Una mujer para el Apocalipsis", 1968
- Literatura clandestina soviética, 1969
- La nueva novela europea, 1968
- España y otros mundos, 1970
- Pepi Sánchez, 1971
- El hombre de las nieblas, 1971
- Viaje a los centros de la tierra, 1972
- Mester de novelista, 1972
- La séptima carta, 1976
- Introducción a la literatura del siglo XX (Ensayo de epistemología literaria), 1976
- Consideraciones sobre un mundo peor, 1978
- Literatura y disidencia, 1980
- Encuesta detrás de lo visible, 1980
- Literatura y disidencia, 1980.
- Los Derechos Humanos y la novela del siglo XX, 1981
- Informe último sobre el reino H, 1981
- Marthe ou la seconde guerre, 1982.
- Persécutez Boèce!, 1983.
- Un sepulcro en el cielo, 1987.
- Reconquista del descubrimiento, 1992
- Las claves del crepúsculo, 1996

### Ediciones en castellano
- Marta y la segunda guerra, 1982
- Giovanni Papini, 1965
- Diario de un campesino del Danubio, 1967
- El jinete de la resignación - EMECÉ, Buenos Aires 1962
- El caballero de la resignación. Ciudadela Libros. 2008. ISBN 978-84-96836-29-7.
- Dios ha nacido en el exilio. Destino. 1960
- Dios ha nacido en el exilio. Col. Austral. Espasa-Calpe. 1967
- Dios ha nacido en el exilio. Ciudadela Libros. 2008. ISBN 978-84-96836-25-9.
- Una mujer para el Apocalipsis. Trad. M. Arroita-Jáuregui. Ed. Guadarrama, Madrid, 1968.
- El hombre de las nieblas. Ediciones G. P. 1975.
- El viaje a San Marcos. Magisterio. 1972
- Encuesta detrás de lo visible. Ed. Plaza y Janés, Barcelona, 1975.
- Introducción a la literatura del siglo XX. Gredos. 1976
- Introducción a la literatura del siglo XX, Santiago, Chile, Editorial Andrés Bello, 1989.
- Perseguid a Boecio. Ediciones Dyrsa. 1983
- Un sepulcro en el cielo. Planeta. 1987
- Un sepulcro en el cielo. Ciudadela libros. 2010
- El fin del exilio: cuentos de juventud. Editorial Criterio Libros. 2002. ISBN 978-84-95437-09-9.
- Las claves del crepúsculo. Grupo Unido de Proyectos y Operaciones. 1996. ISBN 978-84-7906-204-0.
- Viaje a los centros de la tierra. Nuevo Arte Thor. 1987. ISBN 978-84-7327-146-2.
- Informe último sobre el Reino H. Plaza y Janés, 1981.
- Literatura y disidencia. Fundación Luis Vives. 1980. ISBN 978-84-300-2151-2.
- La séptima carta. Plaza & Janés. 1976
- La séptima carta. Ciudadela libros. 2010
- Marta o la segunda guerra. Ciudadela libros. 2010
- Juan Dacio, Diccionario de los Papas. Prefacio de Vintila Horia. Editorial Destino. 1963. (Juan Dacio es el seudónimo de Vintila Horia.)